# Austrogramme luzonica
Austrogramme luzonica är en kantbräkenväxtart som först beskrevs av Cornelis Rugier Willem Karel van Alderwerelt van Rosenburgh, och fick sitt nu gällande namn av Masahiro Kato. Austrogramme luzonica ingår i släktet Austrogramme och familjen Pteridaceae. Inga underarter finns listade.